# Iran op de Olympische Winterspelen 2010

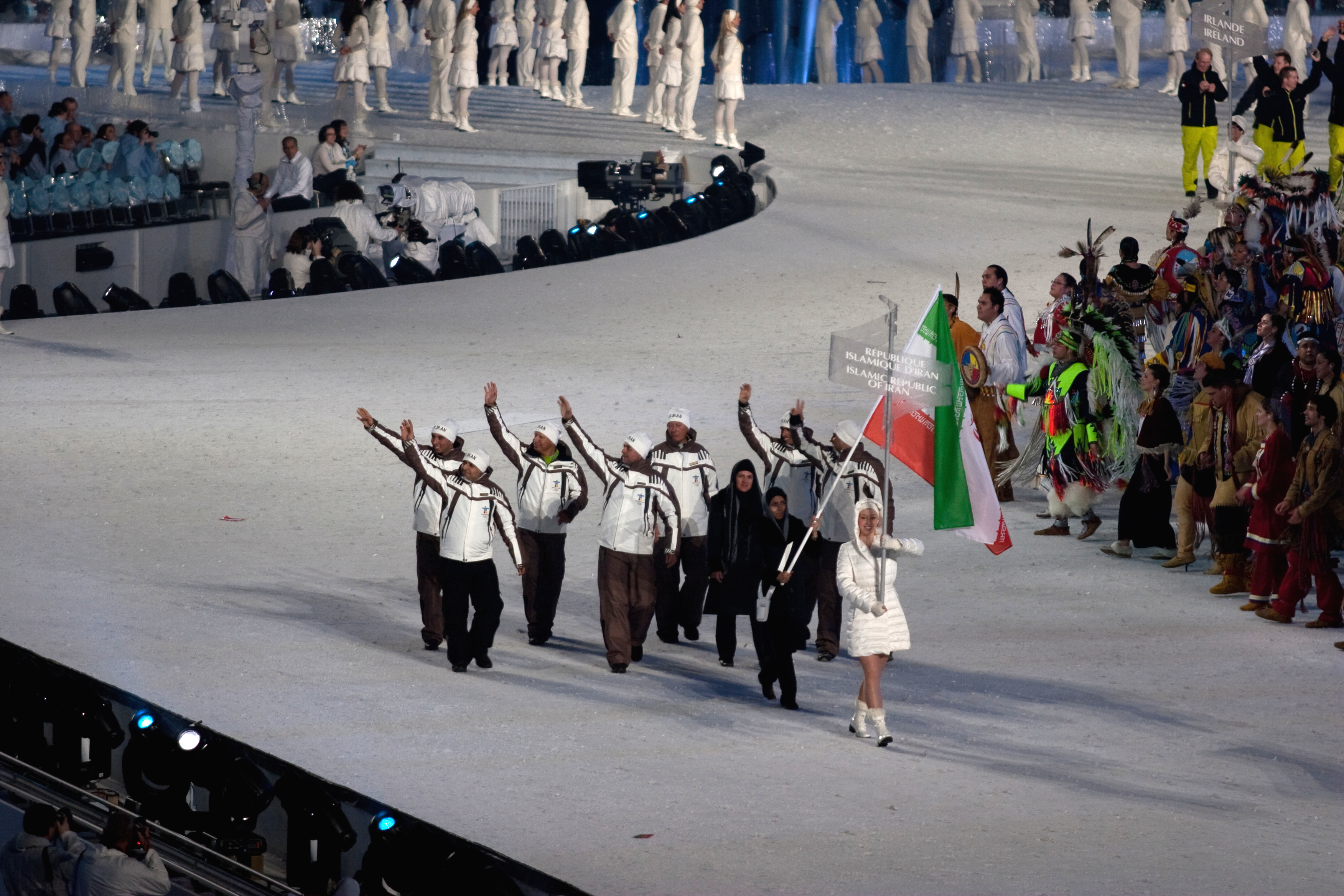
Het team van Iran bij de opening

Tijdens de Olympische Winterspelen van 2010, die in Vancouver (Canada) werden gehouden, nam Iran voor de negende keer deel aan de Winterspelen.

## Deelnemers en resultaten
(m) = mannen, (v) = vrouwen 

### Alpineskiën
| Olympiër                | Discipline       | Resultaat | Prestatie                          |
| ----------------------- | ---------------- | --------- | ---------------------------------- |
| Hossein Saveh Shemshaki | reuzenslalom (m) | 70e       | 3.05,87 (+28,04) — 1.31,31+1.34,56 |
| Hossein Saveh Shemshaki | slalom (m)       | 41e       | 1.56,39 (+17,07) — 57,59+58,80     |
| Porya Saveh Shemshaki   | reuzenslalom (m) | 60e       | 2.57,70 (+19,87) — 1.26,44+1.31,26 |
| Porya Saveh Shemshaki   | slalom (m)       | dnf-1     | opgave run 1                       |
|                         |                  |           |                                    |
| Marjan Kalhor           | reuzenslalom (v) | 60e       | 3.05,39 (+38,28) — 1.36,87+1.28,52 |
| Marjan Kalhor           | slalom (v)       | 55e       | 2.18,60 (+35,71) — 1.08,65+1.09,95 |

### Langlaufen
| Olympiër          | Discipline            | Resultaat | Prestatie         |
| ----------------- | --------------------- | --------- | ----------------- |
| Seyed Sattar Seyd | 15 km vrije stijl (m) | 89e       | 42.41,1 (+9.04,8) |

Albanië · Algerije · Andorra · Argentinië · Armenië · Australië · Azerbeidzjan · België · Bermuda · Bosnië en Herzegovina · Brazilië · Bulgarije · Canada · Chili · China · Chinees Taipei · Colombia · Cyprus · Denemarken · Duitsland · Estland · Ethiopië · Finland · Frankrijk · Georgië · Ghana · Griekenland · Groot-Brittannië · Hongarije · Hongkong · Ierland · IJsland · India · Iran · Israël · Italië · Jamaica · Japan · Kaaimaneilanden · Kazachstan · Kirgizië · Kroatië · Letland · Libanon · Liechtenstein · Litouwen · Macedonië · Marokko · Mexico · Moldavië · Monaco · Mongolië · Montenegro · Nederland · Nepal · Nieuw-Zeeland · Noord-Korea · Noorwegen · Oekraïne · Oezbekistan · Oostenrijk · Pakistan · Peru · Polen · Portugal · Roemenië · Rusland · San Marino · Senegal · Servië · Slovenië · Slowakije · Spanje · Tadzjikistan · Tsjechië · Turkije · Verenigde Staten · Wit-Rusland · Zuid-Afrika · Zuid-Korea · Zweden · Zwitserland